# 露出狂
露出狂（ろしゅつきょう）は、自ら裸体、性器など通常は衣服で覆われていて見えない身体の一部を晒すことを好む性的倒錯者を示す言葉である。窃視症はほぼ反対の概念である。日本の法律では「性器の露出」は公然わいせつ罪、または軽犯罪法1条20号（身体露出の罪）違反になる。

## 露出行為の定義
身体露出の「どこまでが違法行為で、どこからがそうでないか」あるいは「社会通念上許される行為か否か」の境界は、宗教や国、社会通念、その場の状況によって判断が左右され、極めて曖昧である。
例えばイスラム教圏では女性は肌を晒すことを禁じられていため、Tシャツやホットパンツの着用だけでも不謹慎とされる。一方でアメリカ合衆国や南米の国々においては、海水浴や日光浴において女性であっても上半身を露出すること（いわゆるトップレス）は特に問題とならないことがある。また、発展途上国の限られた地域ではあるが、現在でも男女ともに全裸で生活する部族も存在する。ドイツでは裸体主義、あるいは「フライエ・ケルパー・クルトューア（FKK）」という言葉があり、公共の場で全裸になることは抗議やその他の重要な意思表示の手段になっており、法的には、誰かが苦情を訴えない限り、公共の場所で裸になることは違法にはならず、ブランデンブルクで全裸でバイクに乗っていた男性が警察官に制止されたものの、後に警察が違法ではなかったと発表した。
日本では、男性が上半身を露出することは違法行為にはあたらず、問題になることはない。男性の水着は上半身を覆うタイプのものも存在するが、一般的には上半身は覆わないタイプのものが主流である。スポーツや炎天下での作業などでは、上半身裸で作業する男性もいる。また、男性に限り、褌を着用すれば臀部を女性に晒しても露出行為にはあたらない。例えば大道芸人ギリヤーク尼ヶ崎は公共の場所で赤ふんどしだけの姿でパフォーマンスを行い社会に受け入れられているほか、公共の場所でほぼ全裸で体中に金粉を塗って踊る「金粉ショー」のパフォーマンスを行う舞踏集団大駱駝艦などもあり、一般にそれがわいせつ目的ではなく芸術目的であれば社会的に受け入れられる場合がある。
一方、女性が上半身だけであっても公共の場で晒すことは問題となる。しかし、戦前の時代までは、汽車の中など他人の男性もいる所で、母親が乳児に授乳する光景は普通にあった。このように同じ国でも時代によって変化する場合がある。乳房の露出は、日本の刑法では軽犯罪法（身体露出の罪）にあたり、軽犯罪法1条20号には以下の通り規定されている。
軽犯罪法1条20号　
公衆の目に触れるような場所で公衆にけん悪の情を催させるような仕方でしり、ももその他身体の一部をみだりに露出した者
公衆にけん悪の情を催させるかどうかは、行為を行った主体の性別、年齢、露出される部分、状況、行為の場所、行為の態様などを総合的に勘案して決められる。よって、乳房を露出する行為であっても、「授乳室で露出」するのと「電車内で露出」するのとでは、当然に後者の方が「公衆にけん悪の情を催させる」程度は大きいといえる。
前述のように国や宗教によって大きな差があるものの、一般的には男女ともに性器を衆目に晒すことが、（狭義の）露出狂と認知されることが多い。日本の刑法では、このほかしり、ももその他身体の一部をみだりに露出することは軽犯罪法1条20号で身体露出の罪と規定している。「その他身体の一部」とは、通常、人が衣服などで隠している部分をいい、乳房、尻、ももなどのほか、へそ、わき腹などがこれに該当しうる。法的には「露出する」とは、肌そのものを人目に触れ得る状態におくことをいう。
しかし、乳房が性器かどうかは意見の分かれるところである。法律上は性器と扱われていないことが多い。一方で、男性が上半身のみ裸になる場合であっても、女性から見ると男性の上半身を見せられることも（個人差があるが）恥ずかしい場合や不快感を催す場合があり、逆に男性側も上半身のみ裸になる事を恥ずかしがったり嫌がる者も一部ではあるが存在しており、何を不快に感じるかは個人によりばらつきがあるため一様ではない。
一般に、露出狂の露出の対象は、性的好奇心および羞恥心を喚起する身体の一部であることが通常である。さらには、衣服等を着用していた場合でも、（広義の）露出と評価される場合がある。これは、シースルー等の透ける素材の衣服を着用して性器や乳房が見えるようにした場合が代表的である。また、公営プール等で、一般的なものよりも肌が見える水着（マイクロビキニ・Tバックなど）を着用している場合、さらには、透けていなくとも、肌に密着した衣服を着用して、性器の存在（いわゆる男性のモッコリや女性のメコスジ）を強調した場合も、同様に評価される場合がある。
また、このような評価は、場所や状況によって大きく異なる。例として、プールや海水浴場、あるいはファッションショー等で、水着を着用して歩行することは露出行為とはいえないが、それ以外の公共の施設や路上において、水着のみを着用して歩行した場合、広義の露出に該当する。
露出度の高低、露出者の羞恥は、露出者と衆人との差異による。ゆえに、例として透けたハイレグ水着を着用する場合、プールでは衆人との衣装の差異が小さいために羞恥が小さく、街中では差異が大きいため同じ衣装でも大きな羞恥を浴びることができる。
また、性器が他人に晒されることが予め分かっているような状況では、異性に性器を見せても露出狂には該当しない。例えば泌尿器科で女性医師に、または産婦人科で男性医師に性器を露出しても、相手は性器が見えることを予め分かっているから驚いたり不快になることは無いからである。

## 露出の目的
露出狂には、露出による相手のリアクションが好きな場合と、露出により自分を見てもらうことが好きな場合とがある。露出狂は、性器を見せることで引き起こされる相手の当惑の表情や驚愕を楽しむ者が多い。
なお、特に欧米諸国においては、他人に見せる（見られる）ことを目的としないで全裸になることは、ヌーディズムといわれ、露出狂とは区別されている。

## 露出の方法
具体的な方法は露出プレイを参照のこと。前述のように裸体を隠しておいて、瞬間的に露出を行ない逃走することが多い。

### 犯罪となる露出行為
- 全裸で多数の人のいる街を歩く。
- 全裸でオナニーをする。
- ピザなどのデリバリーを注文し、全裸で受け取る。
- オーバーコートで隠しておき、他人の前でいきなりコートの前をはだけ裸体を晒す（韓国ではバーバリーマン行為と呼ばれる）。
- ズボン（スカート）をゆるめておいて、他人の前でいきなり下着ごとおろして性器を晒す。
- 自動車のシートに着座しつつズボンの前を緩め（スカートをまくり）性器を露出させておき、歩道を通りかかった人に声をかけ性器を見せ付ける。
- 電車やバスなどでズボン（スカート）から性器を露出し、他の客の目の前に晒す。
- 店に全裸で来店、または店内で脱衣し、店員や他の客に露出行為を行う。
- 稀な例ではあるが、深夜全裸で星空などを望遠鏡で観測する様をセルフタイマーなどを使用したカメラで撮影し、自らのホームページ上で公開する者もいる。

### 犯罪になるかならないかのグレーゾーンにあたる露出行為
- 店頭の試着室等で全裸になる。
- わざと部屋のカーテンを開けて着替えるなどして裸になり、通行人や向かいの家の住人などに見せる。あくまで家の中なので、裸になるのは自然なことである。ただし、外から見える庭やベランダは自宅の敷地内だが罪になる。しかし塀や生け垣で完全に隠れている庭では罪に問うことは難しい。
- 完全な露出ではないが、公共のプールなどで過激な水着を着用する女性などもこの一種と言える。水着はスリングショットなどの際どいものや透けているものなど様々なものが活用されるが、あくまで水着を着用している為、万が一の時にも注意で済むため露出の一種としては最も行われている部類である。

## 似て非なるもの
ストリーキング
ストリーキングは公共の場において裸で走る行為を指す。これはパフォーマンスの一環として行なわれ、性的な意味合いを持たないために露出狂とは区別される。1974年頃にアメリカを中心に流行をみせ、日本にも上陸し世間をにぎわせた。streakingはstreak（疾走する、全力で走る）からきている。発端となったのは、1974年4月にトゥイッケナムラグビー場でイングランドとフランスとの試合が行われている最中に、約53,000人の観客を面前にしてマイケル・オブライエンという名の男が全裸で駆け抜けた事件であったとされる。彼を取り押さえた警察官が、とっさに彼の陰部を隠した帽子は、後にチャリティー・オークションで2,400ユーロで落札されたというエピソードが残っている。
パフォーマンス
動物愛護団体などが、毛皮の禁止などを訴え裸でデモを行なうことがあるが、これも主張のための効果的な方法としての裸であり、露出狂とは区別される。
ヌーディスト
裸を見せることを目的とする露出狂と異なり、人間の生き方としての自然回帰などを求めた結果として裸になる人々である。ヌーディストが裸でいることと性行為は別のことであるとしている。
公衆の面前でのヌード
アダルトビデオの撮影
露出ものと呼ばれるAV撮影のためにAV女優が裸で街を歩くことがあるが、これは営利にもとづく行為であり露出狂とは区別される。しばしば都心の公園、街路、駅のプラットフォーム、列車内などでも強行されるが、無許可の場合は当然違法行為である。後に発売されたビデオが証拠となり、検挙された例もある。
芸術
アートとして裸体を晒す、あるいはボディペインティングなどは露出狂とは区別される。裸になり体中に絵の具を塗って、大きな紙に自身を何度も写し取る人間魚拓も、露出とは異なるものである。
1980年代から注目され始めた『山海塾』や『大駱駝艦』などの舞台に見られる様な、全身を白塗りにしてほぼ全裸に近い姿で演じられるダンスパフォーマンス（いわゆる「暗黒舞踏」）も、好き嫌いの別れるものではあるが舞台芸術として世間に認知されており、単なる露出とは区別される。演出の都合によっては舞台を飛び出し、街頭や自然の屋外で上演される場合もあるが、無軌道な露出プレイとは全く違うものである。
強制露出
いじめや私刑（リンチ）などで裸で放逐されることがある。また何かの代替条件として裸体を晒すことが求められることがある（有名なものはゴダイヴァ夫人）。こうした何者かに強制された露出は露出狂とは区別される。しかしながら、強制された露出を契機として露出プレイを好むようになることはあり得る。

## 露出狂とされる著名人
- ジャン＝ジャック・ルソー